# George Edward
Pour les articles homonymes, voir Edward.
Georges Édouard Auguste Salter, baron de Saint-Prégnan connu sous le pseudonyme de George-Edward, né à Sète le 21 avril 1866 et mort à Paris le 27 décembre 1952, est un dessinateur humoristique, affichiste, graveur et illustrateur.

## Biographie
Il commence sa carrière lors de son service militaire en collaborant à la revue La Vie à Nice. De retour à Paris, il produit des dessins pour  La Chronique amusante, L'Univers illustré, le Journal amusant, Le Charivari et le Gil Blas avant d'être engagé par Le Matin et Le Journal. Il prend aussi part au Rire, au Cri de Paris, à La Vie parisienne, à L'Auto-dimanche et au Monde illustré. 
Edward se fait aussi connaître par ses affiches pour, entre autres, Serjius et Jane Dalmont et ses eaux-fortes et pointes sèches telles Juan-les-Pins et Gargilesse. 
On lui doit aussi les illustrations de divers ouvrages dont La bague de plomb de Georges Maurevert, L'éternel masculin de Jeanne Landre, Montmartre de Georges Renault et Gustave Le Rouge...